# Ricardo Teruel
Ricardo Teruel (* Januar 1956 in Caracas) ist ein venezolanischer Komponist und Pianist.

## Leben
Teruel begann 1983 am Instituto de Fonología des Centro Simón Bolívar zu unterrichten und wurde dort 1988 Direktor des Laboratoriums für elektronische Musik. Seit 1990 ist er Professor für Komposition und elektronische Musik am Instituto Universitario de Estudios Musicales (IUDEM) und gibt Kurse am Conservatorio Simón Bolívar.

## Werke
- Laberinto sin salida für Klavier (1974)
- El Zamural  (1975)
- Nuestra Cultura Vegeta für Tonband (1976)
- Flash 5 (1977)
- Juego de manos es de villanos (1981)
- Hojas de Olvido für elektronische Instrumente (1981)
- Orquestada Nº 3 für Klavier und achtzehn Instrumente (1983)
- Pobre música electrónica pobre (1983)
- A ver si nos entendemos für Klavier und elektronische Instrumente (1983)
- Um-um-é-hum-ah für elektronische Instrumente (1984)
- Un minuto de silencio por favor (o ni en sueños) für elektronische Instrumente (1984)
- Glooskap y Lindú (1984)
- Dar für Flöte, Violine, Cello, Schlagzeug und Klavier (1985)
- Seis poemas de César Vallejo für Mezzosopran und Klavier (1985)
- Orquestada Nº 6: El fresco aroma de viejos placeres für Orchester (1985)
- Orquestada Nº 7: La Gran Aldea für Orchester und/oder elektronische Instrumente (1985)
- Suave, suave, fluye suave; fluye, fluye, suave fluye für Klavier zu vier Händen und/oder elektronische Instrumente(1986)
- ¡Que sí te lo digo! für zwei Piccoloflöten (1986)
- Huellas de Voces Perdidas für Synthesizer (1986)
- La Cacería del NHOC für elektronische Instrumente (1986)
- Rayas de Tigre für Vibraphon und Konzertina (1986)
- Amantes (y su epílogo Amigos) für Cello und Klavier (1987)
- El Macromicrobio für Kontrabass und elektronische Instrumente (1988)
- Típico Tópico Trópico Trío für Violine, Violine und Cello (1989)
- El Niño de la Mirada Clara, Kinderoper (nach einem eigenen Libretto) (1989–1995)
- Tan claro como el agua (nach einer Idee der mexikanischen Choreographin Beatriz Madrid für drei Klarinetten, Akkordeon und Schlagzeug) (1990–91)
- Esencia en escena für Klavier (1991)
- Cinco canciones ¿ingenuas? (1995)
- Toccata für Klavier (1995)
- 3 Piezas para Liralata y sonidos electrónicos grabados (1996)
- Concertino Nº1 für Konzertina und Streichorchester (1996)
- Cuarteto con piano Nº1 (1996–1997)
- Mojiganga Nº1 für Sinfonieorchester (1998)
- Sonrisa de Mujer (Konzert für Harfe und Sinfonieorchester) (1998–1999)
- ¿¡Qué tal!? ¿cuál es cuál? für Flöte und Harfe (1999)
- Energías Liberadas (1999)
- Dos piezas para dos con bolsas (2000)
- Cuaderno Nº1 de Piezas para concertina inglesa tenor sola (2000–2005)
- Concertino Nº 2 für Konzertina und Orchester (2002–2003)
- Cascadas de Risa Perlada für Flöte und Klarinette (2004)
- Manada für Marimba (2004)